# Степан Разин
Степан Тимофеевич Разин (на руски: Степан Тимофеевич Разин или умалителното Стенка Разин) е казашки военачалник, оглавил голямо въстание срещу руското правителство.

## Ранни години
Първите сведения за Степан Разин са от 1661, когато той участва в дипломатическа мисия на донските казаци при калмиките. През същата година той предприема далечно поклонничество до Соловецкия манастир на Бяло море.
Следващото споменаване на Разин е от 1668, когато той се появява отново като водач на разбойническа общност, установила се в блатата между реките Тишна и Иловля и налагаща такси на корабите, пътуващи по Волга. Към него се присъединяват много хора, бягащи от данъците и военната служба, налагани от руското правителство, както и представители на етническите малцинства, подлагани на насилствена русификация.
Първият голям успех на Разин е ограбването на голям речен керван, състоящ се от баржи на държавната хазна, патриарха и богати московски търговци. След това, с флот от 35 галери, той се спуска по течението на Волга, превземайки по-важните крепости по пътя си и опустошавайки околностите. В началото на 1668 побеждава войводата Яков Безобразов, изпратен срещу него от Астрахан и открива пътя си към Каспийско море.

## Експедиция в Персия
През пролетта на 1668 г. Степан Разин предприема морски поход на юг в територии, контролирани по това време от Персия. Той опустошава западното крайбрежие на Каспийско море от Дербент до Баку, като избива жителите на важния търговски център Ращ. През пролетта на 1669 г. Разин се установява на остров Суина, откъдето през юли унищожава изпратения срещу него персийски флот.
С успехите си на юг Степан Разин се превръща във влиятелен фактор в региона. След завръщането си в Астрахан през август той е помилван от царя, а разказите за приключенията му го превръщат в героична фигура за народа.

## Въстанието
През 1670 г. Степан Разин обявява открит бунт срещу правителството, превзема Черкаск (днес станица Старочеркаская, Ростовска област) и Царицин и на 24 юни влиза в самия Астрахан. След като избива всички, които му се противопоставят, и разграбва пазарите на града, той превръща Астрахан в казашка република, като разделя жителите на хилядни, стотни и десетици с техни собствени офицери, назначени от общо народно събрание. Самият той е обявен за государь.
След триседмични опустошения в Астрахан, Разин напуска града с 200 баржи, пълни с войници, за да установи властта на казашката република по цялото течение на Волга и оттам да нападне Москва. Саратов и Самара са превзети, но Симбирск оказва ожесточена съпротива и след 2 тежки битки в началото на октомври Разин е ранен и разгромен и се връща на юг, оставяйки повечето си последователи да бъдат избити от победителите.
Но въстанието съвсем не е потушено. Пратеници на Разин предизвикват вълнения в района на Нижни Новгород, Тамбов и Пенза, а някои достигат дори до Москва и Новгород. Разин обявява за своя цел унищожаването на болярите и всички чиновници, премахването на привилегиите и установяването на казашкото равенство в цяла Русия.
След поражението при Симбирск авторитетът на Степан Разин е разклатен, а след като московският патриарх го анатемосва, донските казаци се обявяват срещу него. През 1671 г. той и неговият брат Фрол Разин са пленени след превземането на крепостта Кагалник и са отведени в Москва. Там са подложени на нечовешки изтезания и Степан Разин е разкъсан с коне на Червения площад. Въпреки това въстанието продължава 6 мес. след неговата смърт.
|  | Тази страница частично или изцяло представлява превод на страницата Stenka Razin в Уикипедия на английски. Оригиналният текст, както и този превод, са защитени от Лиценза „Криейтив Комънс – Признание – Споделяне на споделеното“, а за съдържание, създадено преди юни 2009 година – от Лиценза за свободна документация на ГНУ. Прегледайте историята на редакциите на оригиналната страница, както и на преводната страница, за да видите списъка на съавторите. ВАЖНО: Този шаблон се отнася единствено до авторските права върху съдържанието на статията. Добавянето му не отменя изискването да се посочват конкретни източници на твърденията, които да бъдат благонадеждни. |